# Слов'янська вулиця (Київ)
Слов'янська вулиця — вулиця в Солом'янському районі міста Києва, місцевість Караваєві дачі. Пролягає від Ніжинської вулиці до кінця забудови.

## Історія
Вулиця виникла в 1-му десятилітті XX століття під час розпланування території Караваєвих дач, позначена на німецькій карті 1918 року. Сучасна назва — з 1923 року. Первісне простягалася до теперішньої вулиці Генерала Тупикова, у 1970–80-ті роки скорочена до нинішніх розмірів, всю стару забудову знесено. Зараз на Слов'янській вулиці існує лише один 9-поверховий будинок (№ 28), сама вулиця фактично перетворилася на його подвір'я.
У 1913–1955 роках назву Слов'янська мала також сучасна Калинова вулиця.